# Alopecosa kaplanovi
Alopecosa kaplanovi är en spindelart som beskrevs av Tatyana I. Oliger 1983. Alopecosa kaplanovi ingår i släktet Alopecosa och familjen vargspindlar. Inga underarter finns listade i Catalogue of Life.